# Lily Marinho
Lily Monique de Carvalho Marinho (Colônia, 10 de maio de 1921 – Rio de Janeiro, 5 de janeiro de 2011), nascida Lily Monique Lemb, foi uma socialite e fazendeira brasileira, esposa do dono das Organizações Globo, Roberto Marinho. Seu primeiro marido foi o riquíssimo empresário, jornalista e fazendeiro Horácio de Carvalho, dono do Diário Carioca e membro de uma abastada família aristocrática. Foi de seu primeiro marido que Lily herdou suas fazendas. Ela chegou a ser dona de dezoito fazendas.

## Biografia
Filha única da francesa Jeanne Bergeon e do militar britânico Edward John Lemb, Lily Marinho nasceu na Alemanha, no período em que o seu pai servia no país, mas foi criada em Paris.
Embora frisasse a origem europeia, declarava-se brasileira de coração.
Na juventude, Lily Marinho quase se tornou atriz.

### Casamento com Horácio Gomes Leite de Carvalho
Aos dezessete anos, ficou noiva do jornalista, empresário e fazendeiro, Horácio Gomes Leite de Carvalho Filho, um dos maiores playboys brasileiros da época.
Horácio de Carvalho era dono do Diário Carioca, de pelo menos vinte fazendas e de uma mina de ouro.
Era filho de Horácio Gomes Leite de Carvalho e Maria Teresa Monteiro de Barros, neto paterno do segundo barão de Amparo, neto materno do barão de Monteiro de Barros, sobrinho-neto do visconde de Barra Mansa, do barão do Rio Negro, bisneto do primeiro barão de Amparo, sobrinho-bisneto do barão de Vassouras, da viscondessa de Taunay, da viscondessa de Uberaba, trineto do barão de Paraopeba, do primeiro barão de Itambé, sobrinho-trineto do barão de Itamarandiba, do visconde de Congonhas do Campo, e sobrinho-tetraneto do barão de Aiuruoca.
Chegou ao Rio de Janeiro um ano depois, contrariando o pai e sendo apoiada pela mãe.
Lily e Horácio tiveram um filho, Horácio Gomes Leite de Carvalho Júnior, e viveram quarenta e cinco anos juntos. Entretanto, em 1966, Horacinho morreu em um acidente de carro aos vinte e seis anos, em companhia da cantora Sylvia Telles.
Sete meses depois, aconselhada por sua amiga Sarah Kubitschek, Lily adotou um bebê, João Baptista.

### Casamento com Roberto Marinho
Foi após seu segundo casamento em 1991, com o jornalista Roberto Marinho, que dona Lily, como era chamada, tornou-se uma figura nacionalmente conhecida.
Eles se conheceram em 1942, na propriedade do empresário no Cosme Velho, quando a socialite ainda era casada com seu primeiro marido.
Marinho apaixonou-se à primeira vista por Lily, mas omitiu o sentimento até a morte de Horácio, em 1983.
Os detalhes deste primeiro encontro, tais como sua roupa, joias e o jeito de cruzar as mãos, foram contados mais tarde à Lily pelo próprio Roberto, que se separou de sua segunda esposa, Ruth Albuquerque.
Lily e Roberto Marinho se reencontraram no jantar de aniversário de uma amiga em comum, Helô Guinle.
É preciso coragem para viver uma grande paixão aos 84 anos.

#### O livroRoberto e Lily
Sua decisão de homenagear Roberto Marinho veio em 3 de dezembro de 2003.
A partir daí, Lily debruçou-se sobre cartas, fotografias de casamento de catorze anos e, durante quatro meses, mergulhou nas lembranças revivendo, com saudade, momentos inesquecíveis.
Escreveu em francês. Foram três meses de tradução, releituras e correções e, onze meses depois, o livro Roberto & Lily estava concluído.

#### Leilão
Em maio de 2008, Lily Marinho decidiu colocar jóias, obras de arte (incluindo quatro telas de Portinari), móveis, entre outros bens, a leilão, para evitar disputas entre seus herdeiros: o filho adotivo João Baptista, os quatro netos e quatro ex-noras.
Curiosamente, neste mesmo ano, Lily havia dito que fizera isso pois teria apenas mais três anos de vida. E estava certa.
Seu retrato feito por Kees van Dongen foi vendido pela Sotheby's por 685 mil dólares.

#### Amizades
D. Lily Marinho costumava organizar recepções para personalidades importantes em sua mansão no Cosme Velho, como a rainha Sílvia da Suécia, o presidente de Cuba Fidel Castro, o príncipe Joaquim da Dinamarca e sua consorte, a princesa Maria, condessa de Monpezat, etc.
Lily também foi recebida pelo príncipe Filipe, duque de Edimburgo, para tomar um chá no Palácio de Buckingham, em Londres.
Lily ficou amiga do consorte da rainha Isabel II quando ambos se conheceram em um jantar para 20 pessoas em Genebra, Suíça, oferecido por sua amiga Lily Safra. Referindo-se ao duque de Edimburgo, D. Lily declarou:
O príncipe é muito melhor quando está sozinho. Se a rainha está junto, ele fica muito sério.

#### Apoio à Dilma Rousseff
Nos últimos meses de vida, destacou-se pelo apoio dado à eleição da candidata à presidência da República, Dilma Rousseff, que também recebeu em sua mansão no Cosme Velho.

#### Morte
Lily faleceu no dia 5 de janeiro de 2011, aos 89 anos de idade, na Clínica São Vicente, no Rio de Janeiro, vítima de falência múltipla de órgãos, decorrente de uma infecção respiratória. Foi enterrada no dia seguinte, no jazigo familiar onde já repousavam sua mãe, seu primeiro marido e o falecido filho, no Cemitério de São João Batista.

## Filantropia
Embaixadora da Boa Vontade da Unesco, Lily Marinho desenvolveu projetos sociais e era dedicada às artes, presidindo as comissões de honra das exposições de Rodin, Picasso, Camille Claudel e Monet no Brasil.

## Homenagens
Em 17 de junho de 2011 foi inaugurado pelo prefeito Eduardo Paes o Espaço de Desenvolvimento Infantil Lily Marinho, localizado no bairro do Catumbi, na saída do Túnel Santa Bárbara sentido Zona Norte.
Na cerimônia de inauguração foi plantada a flor de sua preferência no pátio da creche. A neta de Roberto Marinho, Flávia Marinho, e o superintendente da Fundação Roberto Marinho, Nelson Savioli, foram ao evento representando a família.
Pelo apoio e pela promoção da cultura, Dona Lily foi condecorada pelo governo da França com a Legião de Honra e homenageada pelo Ministério da Cultura do Brasil (MinC).